# Ržišče (Kostanjevica na Krki)
Ržišče (Duits: Arschische bei Gurkfeld) is een plaats in Slovenië en maakt deel uit van de gemeente Kostanjevica na Krki in de NUTS-3-regio Spodnjeposavska. De plaats telde 18 inwoners op 1 januari 2020.